# 桑库尔 (厄尔省)
桑库尔（法語：Sancourt，法語發音：[sɑ̃kuʁ]）是法国厄尔省的一个市镇，属于莱桑德利区。

## 地理
桑库尔（49°21'15"N, 1°41'10"E）面积6.63 平方千米，位于法国诺曼底大区厄尔省，该省份为法国北部内陆省份，北起滨海塞纳省，西接奧恩省和卡爾瓦多斯省，南至厄尔-卢瓦省，东临瓦兹省、瓦兹河谷省和伊夫林省。
桑库尔的时区为UTC+01:00、UTC+02:00（夏令时）。

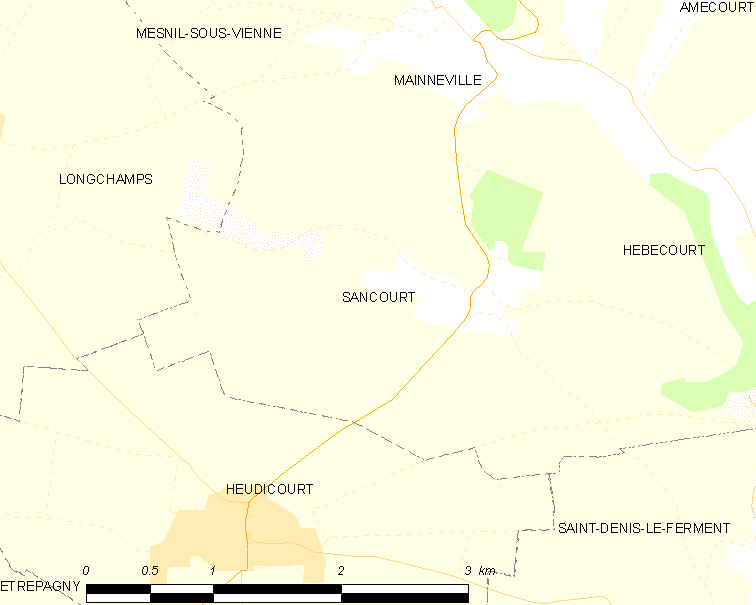
桑库尔的OSM定位图

## 行政
桑库尔的邮政编码为27150，INSEE市镇编码为27614。

## 政治
桑库尔所属的省级选区为日索尔县。

## 人口

1962-2008年间桑库尔人口变化图示

桑库尔于2022年1月1日时的人口数量为171人。